# Barneville-Carteret
Barneville-Carteret é uma comuna francesa na região administrativa da Normandia, no departamento Mancha. Estende-se por uma área de 10,29 km². Em 2010 a comuna tinha 2 291 habitantes (densidade: 222,6 hab./km²).